# 자베르 알무바라크 알하마드 알사바

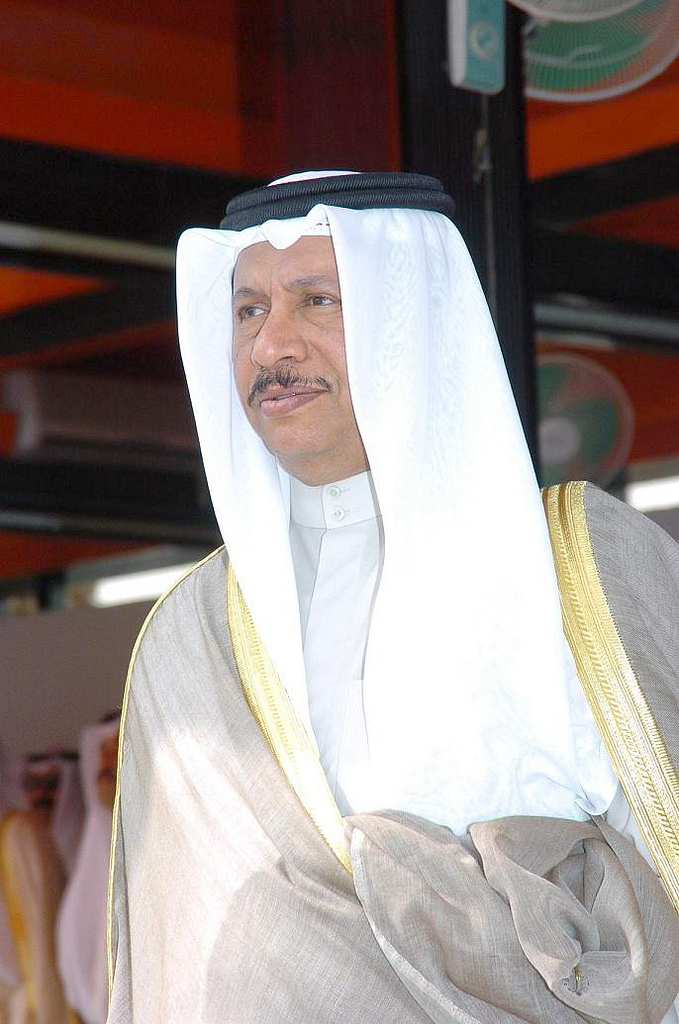
자베르 알무바라크 알하마드 알사바

자베르 알무바라크 알하마드 알사바(1942년 1월 5일 ~ 2024년 9월 14일, 아랍어: جابر مبارك الحمد الصباح)는 쿠웨이트의 정치인이다. 2011년 12월 4일부터 현재까지 쿠웨이트의 총리를 역임하고 있으며 이전에는 국방부 장관(2006년 2월 7일 ~ 2011년 12월 4일)과 부총리(2007년 7월 11일 ~ 2011년 12월 4일)를 역임했다.
| 전임 나와프 알아흐마드 알자베르 알사바 | 쿠웨이트 제1부총리 2006년 2월 7일 ~ 2011년 11월 28일 | 후임 사바 알칼리드 알사바 |